# Acacia welwitschii
Acacia welwitschii é uma espécie de leguminosa do gênero Acacia, pertencente à família Fabaceae.